# Fantova (linaje)
Fantova o Fantoba es el apellido de un linaje de infanzones aragoneses documentados desde el siglo XVIII en el municipio de Binaced, en la comarca del Cinca Medio, provincia de Huesca (España).

## Origen
El apellido probablemente deriva de la localidad de Fantova, en el valle del río Ésera (baja Ribagorza), que en la actualidad forma parte del municipio de Graus, y formó ramificaciones que se afincaron en algunas otras comarcas, como el Sobrarbe, donde se conocen casas que poseen el nombre Fantova/oba (por ejemplo, en Humo de Rañín).
El apellido se documenta tanto transcrito con B como con V. Significativamente, en su forma Fantova el 50,39% de los que lo tienen como primer apellido son nacidos en la provincia de Huesca, seguidos de los nacidos en la provincia de Barcelona (destino clásico en la emigración de muchos aragoneses), que suman el 15,89%.